# Rosalinde (Comme il vous plaira)
 (décembre 2018).
Si vous disposez d'ouvrages ou d'articles de référence ou si vous connaissez des sites web de qualité traitant du thème abordé ici, merci de compléter l'article en donnant les références utiles à sa vérifiabilité et en les liant à la section « Notes et références ».
Rosalinde est une protagoniste et l'héroïne de la pièce Comme il vous plaira écrite en 1599 par William Shakespeare.

## Personnage
Elle est la fille du Duke Senior en exil et nièce de Duke Frederick, usurpateur du titre. Elle a le cœur brisé par le bannissement de son père hors du royaume. Elle rencontre Orlando, le fils d'un des amis de son père, et en tombe amoureuse. Ayant rendu furieux son oncle, elle quitte la cour pour s'exiler dans la forêt des Ardennes. Déguisée en berger nommé Ganymède, Rosalinde vit avec sa douce et dévouée cousine Celia, elle-même déguisée en Aliena, sœur de Ganymède. Touchstone, le bouffon de Duke Frederick les accompagne. Finalement, Rosalinde rejoint son père et se marie avec Orlando.
Rosalinde est un des personnages les plus fameux de Shakespeare, généralement reconnu pour sa résilience, sa vivacité et sa beauté. Rosalinde est un personnage essentiel de Comme il vous plaira. Plus communément vue en compagnie de sa bien-aimée cousine Celia, Rosalinde est aussi une amie fidèle, meneuse et intrigante. Elle reste sincère à sa famille et à ses amis à travers toute l'histoire, peu importe les conséquences. Le personnage domine la scène. Sa compétence à prendre des décisions peut être aperçue dans les dernières scènes de l'acte V où elle doit se présenter sans déguisement à son père et à Orlando, tout en faisant changer d'avis Phebe sur son mariage avec Silvius. Elle est le personnage principal de la pièce qui éclaire les traits importants des personnages secondaires[C'est-à-dire ?].

## Représentation scénique
Rosalinde a été jouée par plusieurs actrices reconnues, incluant Ada Rehan, Elisabeth Bergner dans un film de 1936, donnant la réplique à Laurence Olivier dans le rôle d'Orlando. Vanessa Redgrave accéda à la notoriété en jouant cette pièce en 1960 avec la Royal Shakespeare Company, Helen Mirren dans une adaptation pour la BBC réalisée par Basil Coleman en 1978. et Helena Bonham Carter dans celle de 2000 pour BBC Radio 4.
L'actrice américaine Patti LuPone joue ce rôle au théâtre Guthrie de Minneapolis[Quand ?], après son portrait récompensé d'Eva Peron lors de la première de la comédie musicale Evita à Broadway.
Adrian Lester a gagné une récompense du magazine Time Out pour sa performance d'interprétation du rôle dans la production de 1991 de Cheek by Jowl. Un acteur masculin, comme ça eut été la norme au temps de Shakespeare, renforce la confusion des rôles : dans l'une des scènes, c'est alors un acteur masculin interprétant une femme qui prétend être un homme jouant le rôle d'une femme.

## Origine du nom
Rosalynde est l'héroïne de (en) Rosalynde, Euphues Golden Legacie écrit par Thomas Lodge. George Fletcher écrit dans ses citations :
 (décembre 2018).
Le contenu est difficilement compréhensible vu les erreurs de traduction, qui sont peut-être dues à l'utilisation d'un logiciel de traduction automatique.

« La belle Rosalinde avait cependant acquis à cette époque une nouvelle renommée poétique, comme objet de l'attachement de Spenser, célébrée dans son (en) Shephearde's Calendar de 1579, et dans (en) Colin Clouts Come Home Againe en 1595. Celle de (es) Rosa-Linda (« belle rose ») semble être la plus élégante, et ainsi la plus digne de ce caractère de beauté idéale que le dramaturge assigne ici à sa princesse imaginaire.. »

Ganymede, le nom qu'elle endosse lorsqu'elle se déguise en jeune de la forêt, est celui du propre page de Jove (I, iii, 127)[Où ?], d'après la mythologie le plus beau de tous les mortels, fils du héros Tros et de la naïade Callirrhoé. Il est choisi par Jupiter pour être son échanson et résider parmi les dieux en tant que son servant favori.